# Bassatine (Meknès)
Pour les articles homonymes, voir Bassatine.
Bassatine, (en arabe: البساتين) Bassatine, qui signifie littéralement “petits jardins” ou “vergers”.
est un quartier de la ville de Meknès au Maroc, connu aussi chez les  habitants  de  cette  ville sous le nom de Aïn Slougui.

## Géographie
Le quartier se situe au Nord-Est de la ville de Meknès. Il est entouré par les quartiers Plaisance, Place d'Armes, la Deuxième Base Aérienne des Forces Armées Royales et par l'Oued Ouislane qui le sépare du quartier éponyme.
Ce quartier est d’origine militaire, car il a été initialement aménagé dans le but de loger du personnel rattaché à la Base aérienne militaire de Meknès, connue comme la Base aérienne royale n°2.
Historiquement parlant le quartier  s’est développé dans les années 1980 et 1990, en parallèle avec la modernisation et l’expansion des infrastructures militaires et urbaines de Meknès.

## Transport

### Taxis
Le quartier dispose de deux stations de taxis collectifs, dit Grands Taxis, et deux pour les taxis normaux ou Petits Taxis.
Les grands taxis relient le quartier Bassatine au centre-ville de Meknès, appelé communément Hamria (la ville nouvelle), et aux stations des grands taxis de Lehdim et du quartier des Anciens Combattants.

### Bus
Les bus de la compagnie Citybus assurent la liaison directe avec la majorité des quartiers de la ville dont le centre-ville Hamria, la vieille ville, et les facultés:
- Ligne 7: relie Bassatine au quartier Riad, via Place d'Armes, Hamria, Rouamzine et Lehdim.
- Ligne 14: relie Bassatine au quartier Sidi Bouzkri, via L'Hacienda, Quartier des Anciens Combattants, Borj Moulay Omar, Hamria, Kasbah, Agdal, Zehwa, Faculté des lettres et sciences humaines et La Tourelle.
- Ligne 19: relie Bassatine au quartier Borj Machkok via L'Hacienda, Quartier des Anciens Combattants, Borj Moulay Omar, Hamria, Bab Tizimi, Sidi Baba, Oujeh Arous, Zerhounia, Wifak, Hay salam, Sidi Said et Diour Salam
- Ligne 26: relie Bassatine au quartier Merjane via L'Hacienda, Quartier des Anciens Combattants, Borj Moulay Omar, Hamria, Kasbah, Agdal, Zitoune, Faculté des Sciences. Le terminus de cette ligne est situé sur le parking du supermarché Marjane, sur la route d'Agouraï.

### Train
Le quartier est bordé au Nord par la voie ferrée reliant Meknès à Fès. Néanmoins, Bassatine ne dispose pas de gare, et ses habitants doivent se rendre au centre-ville, où se trouvent les deux gares de la ville.

## Enseignement

### Écoles primaires
- École Laymoune(publique)
- École Nakhla (privée)
- Établissement Al Moustaqbal (privé)
- École Sésame (privée)
- École Rhoni(publique)
- École Taiff (publique)
- École Aby Kacem (publique)
- École L'Île du Savoir (privée)

### Collèges
- Collège Bassatine (public)
- Collège Salah-Eddine Al Ayoubi (public)
- Collège Zerktouni(public)

### Lycée
- Lycée Tariq Ibn Ziad (public)

## Santé
Le quartier est équipé d'un seul dispensaire. Néanmoins, Bassatine accueille l'hôpital militaire Moulay Ismaïl. Cet établissement, ouvert en 1995, dispose des dernières technologies en matière d'équipements médicaux.